# Geissler (Mondkrater)
Geissler ist ein Einschlagkrater am östlichen Rand der Mondvorderseite. Der schüsselförmige Krater liegt innerhalb der Kraterebene von Gilbert, westlich des Mare Smythii.
Der Krater wurde 1976 von der IAU nach dem deutschen Physiker Heinrich Geißler offiziell benannt. Zuvor wurde der Krater als Gilbert D bezeichnet.